# Omaké Books
Omaké Books est une maison d'édition française fondée en 2010 par Florent Gorges.

## Historique et axe éditorial
Florent Gorges fonde Omaké Books à la fin de l'été 2010, après son départ des Éditions Pix'n Love,. Cette nouvelle société a pour but de lui permettre d'éditer des projets plus personnels, parfois sans rapport avec le jeu vidéo,. En effet, en plus des jeux vidéo, les publications ont trait à « la pop-culture en général, les mangas, les comics, la culture japonaise, l’humour, etc. ».
En mars 2019, Omaké se lance dans l'édition de mangas avec le label Omaké Manga, ainsi que dans l'édition de jeux au format physique avec le label Omaké Games,.
En février 2021, Omaké Books annonce une nouvelle collection de livres consacrée au jeu vidéo baptisée « Génération ». Le premier ouvrage, Génération Zelda, paraît en mars 2021.
En septembre 2022, Omaké Books annonce la sortie du manga inédit SF Omega 6 de Takaya Imamura (en), auparavant directeur artistique chez Nintendo, pour novembre 2022,.

## Origine de l'appellation «Omaké Books»
Omaké Books explique sur son site web l'origine de cette appellation comme suit, : 

« Omaké est un terme japonais difficile à traduire. Il signifie généralement « prime, cadeaux ou encore bonus ». Plus clairement, un « omaké », c’est le petit plus que l’on attendait pas, la cerise sur le gâteau. Ce mot a été choisi pour représenter notre société car nous souhaitons dorénavant vous proposer du contenu inattendu mais qui saura vous donner du plaisir. Omaké books, c’est donc une petite maison d’édition que personne n’attend, mais dont les publications inédites et originales viendront égayer votre quotidien. »

## Principales publications
- Gaming Legends, une collection de livres au format de poche lancée en 2018 et réalisée avec l'éditeur américain Boss Fight Books. Chaque volume est consacré à un jeu différent et emblématique de l'histoire du jeu vidéo[13],[14] ;
- Génération, une collection lancée en mars 2021 avec Génération Zelda (Florent Gorges), suivi en avril de la même année par Génération Resident Evil (Bruno Rocca), puis par Génération Sega, Vol. 1 et 2 (Régis Monterrin) en août 2021 et 2022, respectivement. Également en 2022, la collection s'agrandit avec Génération Sitcoms d'animation (Bruno Rocca). Enfin, 2023 voit l'arrivée dans la collection de Génération Smash Bros. (Paul De Barbeyrac) et de Génération Mortal Kombat (Patrick Hellio). Les ouvrages de la collection sont illustrés, en couleur, et se déclinent en éditions standard et « collector »[9],[15],[16],[17],[18] ;
- Livres officiels : L'Artbook officiel de The Last of Us: Part II[19], Pac-Man : Naissance d'une icône (Arjan Terpstra, Tim Lapetino)[20],[21],[18], …

### Livres cinéma

#### C'est presque pareil!: Anthologie de la contrefaçon au cinéma
C'est presque pareil ! : Anthologie de la contrefaçon au cinéma de Claude Gaillard paraît le 22 octobre 2020. Ce livre illustré et en couleurs de 192 pages offre un aperçu des mockbusters sortis principalement entre les années 1960 et 2020, et expose certaines techniques (détournement de titre, casting de sosies ou frères et sœurs de stars, fausses suites, etc.) destinées à tromper le spectateur. L'ouvrage est accueilli positivement : il est « instructif et souvent réjouissant » pour Première, « riche et drôle » pour Allociné, et « étonnant » pour IGN France. À voir-à lire tempère : « L’auteur démontre un véritable savoir encyclopédique sur ce cinéma [...] en proposant un ouvrage richement inventorié et illustré, [mais] les recettes de ces mauvais faussaires du cinéma étant vite mises à jour, la répétition de l’exercice [...] fait perdre au fil des pages la saveur initiale de l’entreprise, et le ton humoristique s’émousse progressivement. »

#### Tarantino: Reservoir Films
Tarantino : Reservoir Films de Philippe Lombard paraît le 5 novembre 2020. Ce livre illustré et en couleurs de 288 pages compile les films, séries et bandes originales — certains connus, d'autres moins — qui ont servi d'inspiration à Quentin Tarantino. L'ouvrage reçoit un accueil positif : Télérama y voit une « anthologie très fouillée », et Première « un must pour les tarantinophiles ». L'Obs le juge pour sa part « très bon » mais regrette qu'il soit « vulgarisateur jusqu’à l’inexactitude ».

### Périodiques
- Rétro Lazer, une revue trimestrielle au format mook consacrée à la pop culture, lancée en mai 2018[28],[29],[30] et arrêtée en 2024[31]. ;
- Le Journal de l'Esport, un magazine à parution bimestrielle, le premier en Europe entièrement consacré à l'esport. Le premier numéro parait le 2 juin 2016. La revue est abandonnée après 4 numéros[32],[33],[34],[35],[36],[37],[38] ;
- Les Cahiers de la Playhistoire, des revues consacrées à la Nintendo Entertainment System pour le premier numéro[39], The Legend of Zelda pour le deuxième[40], la Super Nintendo pour le troisième[41], et Mario Kart[42] pour le quatrième.